# جيري هينيسي
جيري هينيسي (بالإنجليزية: Jerry Hennessy)‏ هو لاعب كرة قدم أمريكية أمريكي، ولد في 22 فبراير 1926 في لوس أنجلوس في الولايات المتحدة، وتوفي في 3 نوفمبر 2000.

## وصلات خارجية
- جيري هينيسي على موقع مرجع كرة القدم المحترفة.كوم (الإنجليزية)